# Рік Смітс
Рік Смітс (нід. Rik Smits, нар. 23 серпня 1966, Ейндговен) — нідерландський професіональний баскетболіст, що грав на позиції центрового за команду НБА «Індіана Пейсерз».

## Ігрова кар'єра
Народився 1966 року в Ейндговені. У віці 14 років почав грати за місцеву команду «ПСВ». 1984 року переїхав до США, щоб навчатись та грати за коледж Меріста (1984–1988). 
1988 року був обраний у першому раунді драфту НБА під загальним 2-м номером командою «Індіана Пейсерз». У дебютному сезоні зіграв 71 матч в стартовому складі, де набирав 11,7 очок та 6,1 підбирань. За підсумками сезону був включений до Збірної новачків НБА. За свою кар'єру в «Пейсерз» завжди вважався другою опцією в атаці після Реджі Міллера. Найрезультативнішим сезоном був 1995—1996, коли він набирав 18,5 очок за гру. 
1998 року був включений до складу збірної зірок Східної конференції на матч всіх зірок.
Протягом всієї кар'єри у Смітса були проблеми з ступнями, оскільки ще підлітком пошкодив нерв на нозі. Після завершення сезону 1999—2000, коли Індіана дійшла до фіналу НБА та програла там «Лос-Анджелес Лейкерс» 2—4, Смітс завершив спортивну кар'єру.
Смітс став найуспішнішим нідерландським баскетболістом всіх часів, а також найбільш оплачуваним спортсменом своєї країни — за свою кар'єру він заробив 125 млн. доларів.

## Статистика виступів в НБА

### Регулярний сезон
| Сезон              | Команда           | GP  | GS  | MPG  | FG%  | 3P%  | FT%   | RPG | APG | SPG | BPG | PPG  |
| ------------------ | ----------------- | --- | --- | ---- | ---- | ---- | ----- | --- | --- | --- | --- | ---- |
| 1988–1989          | «Індіана Пейсерз» | 82  | 71  | 24.9 | .517 | .000 | .722  | 6.1 | .9  | 0.4 | 1.8 | 11.7 |
| 1989–1990          | «Індіана Пейсерз» | 82  | 82  | 29.3 | .533 | .000 | .811  | 6.2 | 1.7 | .6  | 2.1 | 15.5 |
| 1990–1991          | «Індіана Пейсерз» | 76  | 38  | 22.2 | .485 | .000 | .762  | 4.7 | 1.1 | .3  | 1.5 | 10.9 |
| 1991–1992          | «Індіана Пейсерз» | 74  | 55  | 23.9 | .510 | .000 | .788  | 5.6 | 1.6 | .4  | 1.4 | 13.8 |
| 1992–1993          | «Індіана Пейсерз» | 81  | 81  | 25.6 | .486 | .000 | .732  | 5.3 | 1.5 | .3  | .9  | 14.3 |
| 1993–1994          | «Індіана Пейсерз» | 78  | 75  | 27.1 | .534 | .000 | .793  | 6.2 | 2.0 | .6  | 1.0 | 15.7 |
| 1994–1995          | «Індіана Пейсерз» | 78  | 78  | 30.5 | .526 | .000 | .753  | 7.7 | 1.4 | .5  | 1.0 | 17.9 |
| 1995–1996          | «Індіана Пейсерз» | 63  | 63  | 30.2 | .521 | .200 | .788  | 6.9 | 1.7 | .3  | 0.7 | 18.5 |
| 1996–1997          | «Індіана Пейсерз» | 52  | 52  | 29.2 | .486 | .250 | .797  | 6.9 | 1.3 | .4  | 1.1 | 17.1 |
| 1997–1998          | «Індіана Пейсерз» | 73  | 69  | 28.6 | .495 | .000 | .783  | 6.9 | 1.4 | .6  | 1.2 | 16.7 |
| 1998–1999          | «Індіана Пейсерз» | 49  | 49  | 25.9 | .490 | .000 | .818  | 5.6 | 1.1 | .4  | 1.1 | 14.9 |
| 1999–2000          | «Індіана Пейсерз» | 79  | 79  | 23.4 | .484 | .000 | .739  | 5.1 | 1.1 | .2  | 1.3 | 12.9 |
| Усього за кар'єру  |                   | 867 | 792 | 26.6 | .507 | .115 | .773  | 6.1 | 1.4 | .4  | 1.2 | 14.8 |
| В іграх усіх зірок |                   | 1   | 0   | 21.0 | .429 | .000 | 1.000 | 7.0 | 4.0 | .0  | 2.0 | 10.0 |

### Плей-оф
| Сезон             | Команда           | GP  | GS | MPG  | FG%  | 3P%   | FT%   | RPG | APG | SPG | BPG | PPG  |
| ----------------- | ----------------- | --- | -- | ---- | ---- | ----- | ----- | --- | --- | --- | --- | ---- |
| 1989–1990         | «Індіана Пейсерз» | 3   | 3  | 32.0 | .500 | .000  | .818  | 5.3 | 1.0 | .7  | 1.3 | 12.3 |
| 1990–1991         | «Індіана Пейсерз» | 5   | 0  | 17.6 | .568 | .000  | .875  | 3.6 | .4  | .2  | 1.4 | 9.8  |
| 1991–1992         | «Індіана Пейсерз» | 3   | 1  | 9.3  | .364 | .000  | 1.000 | 2.0 | .0  | .7  | .3  | 3.3  |
| 1992–1993         | «Індіана Пейсерз» | 4   | 4  | 35.8 | .578 | .000  | .727  | 8.0 | 1.8 | 1.2 | 1.0 | 22.5 |
| 1993–1994         | «Індіана Пейсерз» | 16  | 16 | 28.1 | .472 | .000  | .806  | 5.3 | 1.9 | .6  | .6  | 16.0 |
| 1994–1995         | «Індіана Пейсерз» | 17  | 17 | 32.1 | .547 | 1.000 | .804  | 7.0 | 2.0 | 0.3 | 0.8 | 20.1 |
| 1995–1996         | «Індіана Пейсерз» | 5   | 5  | 33.2 | .545 | .000  | .786  | 7.4 | 1.6 | .4  | .4  | 19.0 |
| 1997–1998         | «Індіана Пейсерз» | 16  | 16 | 29.8 | .502 | .000  | .859  | 5.3 | 1.3 | .5  | .9  | 16.6 |
| 1998–1999         | «Індіана Пейсерз» | 13  | 13 | 22.5 | .456 | .000  | .950  | 5.0 | .7  | .5  | 1.2 | 11.8 |
| 1999–2000         | «Індіана Пейсерз» | 22  | 21 | 21.0 | .498 | .000  | .875  | 3.5 | 1.0 | .4  | .9  | 11.0 |
| Усього за кар'єру |                   | 104 | 96 | 26.4 | .507 | .250  | .829  | 5.2 | 1.3 | .5  | .9  | 14.8 |